# 영동군
영동군(永同郡)은 대한민국 충청북도 최남단에 있는 군이다. 경부선 철도와 경부고속도로가 연결되어 있다. 북쪽으로 충청북도 옥천군, 서쪽으로 충청남도 금산군과 인접하고, 동쪽으로 경상북도 김천시, 상주시,  남쪽으로는 전북특별자치도 무주군과 접한다. 영동 남부의 민주지산(1,242m)에는 충청도, 전라도, 경상도 3도의 경계가 되는 삼도봉이 있다. 영동의 농특산물로는 곶감, 포도가 유명하고, 고등교육기관으로 유원대학교가 있다. 군청 소재지는 영동읍이고, 행정구역은 1읍 10면이다.

## 역사
| Daedongyeojido (Gyujanggak) 16-04.jpg | Daedongyeojido (Gyujanggak) 16-03.jpg |
|                                       |                                       |

- 신라 경덕왕 때 (757년) 영동(吉同→永同)
- 고려 성종 때(995년) 계주자사 설치
- 1018년 경상도 상주
- 1172년 감무 설치
- 조선 중기 영동현, 황간현
- 1895년 6월 23일(음력 윤5월 1일) 공주부 영동군으로 개편하였다.
- 1896년 8월 4일 충청북도 영동군으로 개편하였다.
- 1906년 옥천군 양내면, 양남이소면, 양남일소면을 편입하였다.
- 1914년 4월 1일 영동군, 황간군을 영동군으로 통폐합하였다.(11면)[2]

| 부령 제111호    | |             |                                                                              |
| 구 행정구역     | 구 행정구역 | 신 행정구역 | 신 행정구역                                                                  |
| 충청북도 영동군 | 군내면(郡內面) 구계동/토금리/동정리/남정리/목적동 일부, 부석동, 매천리/조심동/반곡동, 산익동, 구수동/목적동 일부 | 영동면      | 계산리, 동정리, 매천리, 부용리, 산익리, 설계리                               |
| 충청북도 영동군 | 군동면(郡東面) 하가리/상가리 일부, 중기동/상고자동/하고자동/지통동 일부, 삼봉동/신기동/당곡동, 봉현리, 예전동/탑선동, 내주곡동/미당동 일부/지통동 일부, 조현동/미당동 일부/회동 일부/사동 일부, 신촌동/화평동/사동 일부, 장평동/재궁동/장내동/회동 일부 | 영동면      | 가리, 고자리, 당곡리, 봉현리, 심원리, 임계리, 주곡리, 화신리, 회동리         |
| 충청북도 영동군 | 서이면(西二面) 산리동/점촌리 일부, 오정동/비탄동, 각계동/직동/점촌동 일부/(서일면) 대초지리 일부, 검촌동/구정동/(서일면) 대초지리 일부, 향호리/(남이면) 대소동, 탄항동/서치동/마곡동, 이십천동, 어곡동/영촌동/약목동/(서일면) 대초지리 일부             | 영동면      | 산리리, 오탄리                                                               |
| 충청북도 영동군 | 서이면(西二面) 산리동/점촌리 일부, 오정동/비탄동, 각계동/직동/점촌동 일부/(서일면) 대초지리 일부, 검촌동/구정동/(서일면) 대초지리 일부, 향호리/(남이면) 대소동, 탄항동/서치동/마곡동, 이십천동, 어곡동/영촌동/약목동/(서일면) 대초지리 일부             | 심천면      | 각계리, 금정리, 기호리, 마곡리, 명천리, 약목리                               |
| 충청북도 영동군 | 서일면(西一面) 상고당동/하고당동/노은동/옥길동, 구탄동/우무동, 길동/후곡동/당현동 일부, 전당동/상단전동/하단전동, 용당동, 명금동/심천동, 차곡동/장동 일부/(옥천군 이내면) 내동 일부, 대초지리 일부                                                      | 심천면      | 고당리, 구탄리, 길현리, 단전리, 용당리, 심천리, 장동리, 초강리               |
| 충청북도 영동군 | 북일면(北一面) 구촌동, 금월동/매남동 일부, 석우동/미전동/매남동 일부, 법화동, 산저동, 상룡동, 신기동/화리동/장항동, 중룡동/권정동, 전주동/율리동/(북이면) 신목동, 상청동/하청동/(황간군 서면) 청화리 일부                                               | 용산면      | 구촌리, 매금리, 미전리, 법화리, 산저리, 상룡리, 신항리, 용산리, 율리, 청화리 |
| 충청북도 영동군 | 북이면(北二面) 가곡동/평촌동 일부, 금곡동/사곡동, 부릉동/권정동, 대곡동/도천동/부상동/평촌동 일부, 시금동/구비대동/(서일면) 광탄동, 자작동/천동, 한곡동/동문동, 한석동/은애동                                                                           | 용산면      | 가곡리, 금곡리, 부릉리, 부상리, 시금리, 천작리, 한곡리, 한석리               |
| 충청북도 영동군 | 남일면(南一面) 두릉동/가동, 방하동/괴목동/신기동/교동/구촌동, 남전동/행하동/동현동/고림동/대암동, 전동/묘동/구고림동, 점촌동/묵방동/산막리, 양정동, 삼현동/내함동/중함동/죽촌동, 내공수동/외공수동 일부                                                 | 양강면      | 가동리, 괴목리, 남전리, 묘동리, 산막리, 양정리, 죽촌리, 지촌리               |
| 충청북도 영동군 | 남이면(南二面) 차남동/청계동/구만동/(양남이소면) 명양동, 목과정동/평촌동/(양남이소면) 양은동/자풍동, 성동/외마이곡동/내마이곡동, 묵정동/(양남이소면) 묵정동/마포동, 신기동/법곡동/쌍암동, 원동/유점동/(남일면) 외공수동 일부                            | 양강면      | 구강리, 두평리, 만계리, 묵정리, 쌍암리, 유점리                               |
| 충청북도 영동군 | 양내면(陽內面) | 양산면      | 가곡리, 가선리, 누교리, 봉곡리, 송호리, 수두리, 원당리, 죽산리, 호탄리       |
| 충청북도 영동군 | 양남일소면(陽南一所面) 순양동/박계동/상지동/하지동, 내삼동/외삼동/압치동/무가동 일부, 행지동/서곡동/아평동/내입석동, 장항동/철동/공암동/굴우동, 광평동/조령동/모리 일부, 마곡동/당곡동/학촌동/양호동, 죽촌동/용산동/모정동/무가동 일부                  | 학산면      | 박양리, 봉소리, 서산리, 아암리, 지내리, 학산리, 황산리                       |
| 충청북도 영동군 | 양남이소면(陽南二所面) 도덕동/마도동, 상시동/하시동/하천동, 미촌동/수동/평촌동/봉암동/임정동, 저치동/어소동, 하자작동 | 용화면      | 도덕리, 범화리, 봉림리, 용강리, 여의리                                       |
| 충청북도 영동군 | 용화면(龍化面) 안정동/원당동, 내룡동/창촌동/창곡동, 남악동/월전동/흘계동, 상구백동/하구백동/(양남이소면) 황지동/중자작동, 상촌동/중촌동/조동 | 용화면      | 안정리, 용화리, 월전리, 자계리, 조동리                                       |
| 충청북도 황간군 | 군내면(郡內面) | 황간면      | 남성리, 난곡리, 마산리, 소계리, 신흥리, 우매리, 원촌리                       |
| 충청북도 황간군 | 서면(西面) | 황간면      | 금계리, 노근리, 백자전리, 용암리, 서송원리, 우천리, 회포리                   |
| 충청북도 황간군 | 상촌면(上村面) | 상촌면      | 궁촌리, 대해리, 둔전리, 물한리, 유곡리, 상도대리, 하도대리, 흥덕리           |
| 충청북도 황간군 | 매하면(梅下面) 관기리/임산리/양주리, 물여대리/강진동/해평동/동점리/옥륵촌/신덕리 일부, 사야동/공수동/오리동 일부, 상림리/돈대리/현룡리/교동/원촌리 일부, 덕고리/수동/둔덕리/원촌리 일부/(오곡면) 대로천리 일부, 어촌리/용계촌/사탄막리/오리동 일부      | 상촌면      | 임산리                                                                       |
| 충청북도 황간군 | 매하면(梅下面) 관기리/임산리/양주리, 물여대리/강진동/해평동/동점리/옥륵촌/신덕리 일부, 사야동/공수동/오리동 일부, 상림리/돈대리/현룡리/교동/원촌리 일부, 덕고리/수동/둔덕리/원촌리 일부/(오곡면) 대로천리 일부, 어촌리/용계촌/사탄막리/오리동 일부      | 매곡면      | 강진리, 공수리, 돈대리, 수원리, 어촌리                                       |
| 충청북도 황간군 | 오곡면(梧谷面) 광평리 일부/(군내면) 예교리 일부, 내동/중로천리/대로천리 일부, 안녕리/옥전리, 유전리/내오곡리/외오곡리/대로천리 일부/(매하면) 신덕리 일부, 이촌리/장척동, 덕곡리/회곡리/포촌리/계룡리/광평리 일부                                        | 매곡면      | 광평리, 노천리, 옥전리, 유전리, 장척리                                       |
| 충청북도 황간군 | 오곡면(梧谷面) 광평리 일부/(군내면) 예교리 일부, 내동/중로천리/대로천리 일부, 안녕리/옥전리, 유전리/내오곡리/외오곡리/대로천리 일부/(매하면) 신덕리 일부, 이촌리/장척동, 덕곡리/회곡리/포촌리/계룡리/광평리 일부                                        | 황금면      | 계룡리                                                                       |
| 충청북도 황간군 | 황금소면(黃金所面) | 황금면      | 관리, 사부리, 신안리, 작점리, 죽전리, 지봉리, 추풍령리                       |
| 경상북도 상주군 | 공서면(功西面) 상웅리/중웅리/하웅리 | 황금면      | 웅북리                                                                       |
- 1940년 11월 1일 영동면이 영동읍으로 승격하였다.[3]
- 1947년 3월 10일 용화면 도덕리, 범화리, 봉림리 등 3개 리를 학산면으로 이속하였다.
- 1961년 11월 11일 군 청사를 다음의 위치로 이전하였다.(영동읍 계산리 667-1→ 부용리 2-4)
- 1973년 7월 1일 영동읍 고자리, 매곡면 돈대리를 상촌면으로 편입[4]
- 1989년 1월 1일 매곡면 광평리가 황간면으로 편입되었다.[5]
- 1991년 7월 7일 황금면을 추풍령면으로 개칭하였다.

## 지리
충청북도의 남부에 위치하고 있다. 동쪽으로는 경상북도 상주시, 김천시, 서쪽으로 충청남도 금산군, 남쪽으로는 전북특별자치도 무주군, 북쪽으로는 충청북도 옥천군, 보은군과 접하고 있다. 소백산맥과 노령산맥이 나뉘는 지역으로서 군 전체에 해발 1,000 m 내외의 높은 산들이 많은 편이다. 영동 남부의 민주지산(1,242m)은 충청도, 경상도, 전라도를 나누는 경계로서 삼도봉이 있다.

### 기후
| 추풍령지역기상서비스센터 (영동군 추풍령면 관리, 해발 244.98m)의 기후 | 추풍령지역기상서비스센터 (영동군 추풍령면 관리, 해발 244.98m)의 기후 | 추풍령지역기상서비스센터 (영동군 추풍령면 관리, 해발 244.98m)의 기후 | 추풍령지역기상서비스센터 (영동군 추풍령면 관리, 해발 244.98m)의 기후 | 추풍령지역기상서비스센터 (영동군 추풍령면 관리, 해발 244.98m)의 기후 | 추풍령지역기상서비스센터 (영동군 추풍령면 관리, 해발 244.98m)의 기후 | 추풍령지역기상서비스센터 (영동군 추풍령면 관리, 해발 244.98m)의 기후 | 추풍령지역기상서비스센터 (영동군 추풍령면 관리, 해발 244.98m)의 기후 | 추풍령지역기상서비스센터 (영동군 추풍령면 관리, 해발 244.98m)의 기후 | 추풍령지역기상서비스센터 (영동군 추풍령면 관리, 해발 244.98m)의 기후 | 추풍령지역기상서비스센터 (영동군 추풍령면 관리, 해발 244.98m)의 기후 | 추풍령지역기상서비스센터 (영동군 추풍령면 관리, 해발 244.98m)의 기후 | 추풍령지역기상서비스센터 (영동군 추풍령면 관리, 해발 244.98m)의 기후 | 추풍령지역기상서비스센터 (영동군 추풍령면 관리, 해발 244.98m)의 기후 |
| 월                                                                   | 1월                                                                  | 2월                                                                  | 3월                                                                  | 4월                                                                  | 5월                                                                  | 6월                                                                  | 7월                                                                  | 8월                                                                  | 9월                                                                  | 10월                                                                 | 11월                                                                 | 12월                                                                 | 연간                                                                 |
| -------------------------------------------------------------------- | -------------------------------------------------------------------- | -------------------------------------------------------------------- | -------------------------------------------------------------------- | -------------------------------------------------------------------- | -------------------------------------------------------------------- | -------------------------------------------------------------------- | -------------------------------------------------------------------- | -------------------------------------------------------------------- | -------------------------------------------------------------------- | -------------------------------------------------------------------- | -------------------------------------------------------------------- | -------------------------------------------------------------------- | -------------------------------------------------------------------- |
| 역대 최고 기온 °C (°F)                                               | 14.6 (58.3)                                                          | 22.1 (71.8)                                                          | 27.7 (81.9)                                                          | 31.3 (88.3)                                                          | 35.4 (95.7)                                                          | 36.2 (97.2)                                                          | 39.8 (103.6)                                                         | 38.0 (100.4)                                                         | 35.2 (95.4)                                                          | 30.8 (87.4)                                                          | 25.3 (77.5)                                                          | 21.0 (69.8)                                                          | 39.8 (103.6)                                                         |
| 일평균 최고 기온 °C (°F)                                             | 2.9 (37.2)                                                           | 5.9 (42.6)                                                           | 11.8 (53.2)                                                          | 18.7 (65.7)                                                          | 23.7 (74.7)                                                          | 26.8 (80.2)                                                          | 28.7 (83.7)                                                          | 29.1 (84.4)                                                          | 25.0 (77.0)                                                          | 19.7 (67.5)                                                          | 12.5 (54.5)                                                          | 5.1 (41.2)                                                           | 17.5 (63.5)                                                          |
| 일일 평균 기온 °C (°F)                                               | −1.7 (28.9)                                                          | 0.5 (32.9)                                                           | 5.6 (42.1)                                                           | 12.0 (53.6)                                                          | 17.1 (62.8)                                                          | 21.1 (70.0)                                                          | 23.9 (75.0)                                                          | 24.2 (75.6)                                                          | 19.3 (66.7)                                                          | 13.1 (55.6)                                                          | 6.6 (43.9)                                                           | 0.1 (32.2)                                                           | 11.8 (53.2)                                                          |
| 일평균 최저 기온 °C (°F)                                             | −6.1 (21.0)                                                          | −4.5 (23.9)                                                          | −0.3 (31.5)                                                          | 5.3 (41.5)                                                           | 10.7 (51.3)                                                          | 16.0 (60.8)                                                          | 20.3 (68.5)                                                          | 20.5 (68.9)                                                          | 14.6 (58.3)                                                          | 7.5 (45.5)                                                           | 1.3 (34.3)                                                           | −4.4 (24.1)                                                          | 6.7 (44.1)                                                           |
| 역대 최저 기온 °C (°F)                                               | −17.8 (0.0)                                                          | −16.2 (2.8)                                                          | −11.8 (10.8)                                                         | −5.0 (23.0)                                                          | 1.5 (34.7)                                                           | 5.7 (42.3)                                                           | 11.5 (52.7)                                                          | 11.5 (52.7)                                                          | 4.1 (39.4)                                                           | −4.6 (23.7)                                                          | −10.7 (12.7)                                                         | −17.2 (1.0)                                                          | −17.8 (0.0)                                                          |
| 평균 강수량 mm (인치)                                                | 24.1 (0.95)                                                          | 34.2 (1.35)                                                          | 52.9 (2.08)                                                          | 80.3 (3.16)                                                          | 80.1 (3.15)                                                          | 136.6 (5.38)                                                         | 260.7 (10.26)                                                        | 263.9 (10.39)                                                        | 135.6 (5.34)                                                         | 58.1 (2.29)                                                          | 43.0 (1.69)                                                          | 25.8 (1.02)                                                          | 1,195.3 (47.06)                                                      |
| 평균 강수일수 (≥ 0.1 mm)                                             | 8.4                                                                  | 7.3                                                                  | 9.2                                                                  | 8.9                                                                  | 8.9                                                                  | 10.0                                                                 | 15.9                                                                 | 14.7                                                                 | 9.8                                                                  | 6.0                                                                  | 8.3                                                                  | 8.6                                                                  | 116.0                                                                |
| 평균 상대 습도 (%)                                                   | 60.6                                                                 | 57.2                                                                 | 55.6                                                                 | 54.6                                                                 | 61.3                                                                 | 70.4                                                                 | 79.4                                                                 | 79.4                                                                 | 77.1                                                                 | 71.0                                                                 | 65.9                                                                 | 62.8                                                                 | 66.3                                                                 |
| 평균 월간 일조시간                                                   | 176.1                                                                | 179.3                                                                | 206.7                                                                | 217.5                                                                | 234.6                                                                | 184.9                                                                | 145.9                                                                | 156.9                                                                | 167.1                                                                | 201.1                                                                | 167.2                                                                | 168.7                                                                | 2,206                                                                |
| 출처: 기상청 (평년값: 1991년~2020년, 극값: 1937년~현재)              |                                                                      |                                                                      |                                                                      |                                                                      |                                                                      |                                                                      |                                                                      |                                                                      |                                                                      |                                                                      |                                                                      |                                                                      |                                                                      |

## 지질

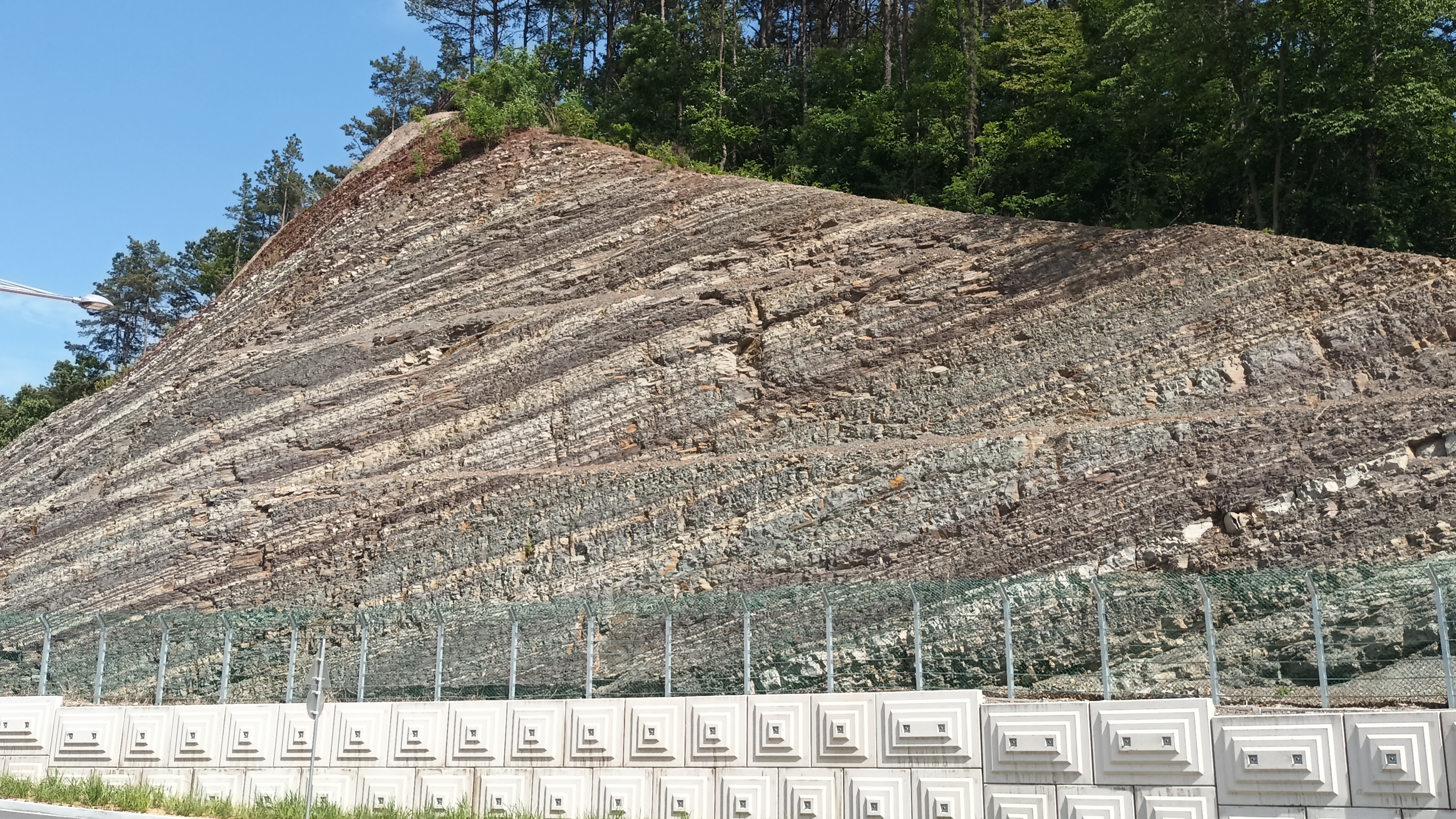
영동군 영동읍 매천리 매천회전교차로 남측의 중생대 백악기 영동층군의 노두

영동군은 지체구조상 옥천 습곡대와 영남 육괴에 걸쳐 있으며 그 경계에 영동 단층이 있다. 옥천 습곡대에 속한 영동군 서부에는 옥천 누층군이, 영남 육괴에 속한 영동군 동부에는 선캄브리아기의 흑운모 편마암과 화강편마암이 분포하며 영동군 중부에는 영동 단층에 의해 중생대 백악기에 형성된 퇴적 분지 영동 분지가 있어 백악기의 퇴적암 지층 영동층군이 있다.

## 교통
경부선 철도 영동역과 경부고속도로 황간 나들목, 영동 나들목이 있어 대전-서울 및 부산 방향에서 접근이 편리하다. 또한 관내에 운행하는 농어촌버스도 있다. 관련 사항은 영동군의 농어촌버스를 참고바람.

## 행정 구역
영동군의 행정 구역은 1읍 10면으로 이루어져 있다. 영동군의 면적은 845.53km2이며, 인구는 2020년 7월 기준 24,345세대, 47,702명이고, 이 중 45%가 영동읍에 거주한다. 인구 최고치는 1965년 124,075명이었다.
| 읍면동   | 한자     | 면적   | 세대   | 인구   | 행정지도 |
| -------- | -------- | ------ | ------ | ------ | -------- |
| 영동읍   | 永同邑   | 100.51 | 8,301  |        |          |
| 용산면   | 龍山面   | 66.89  | 1,571  |        |          |
| 황간면   | 黃澗面   | 90.3   | 2,030  |        |          |
| 추풍령면 | 秋風嶺面 | 55.22  | 1,116  |        |          |
| 매곡면   | 梅谷面   | 45.19  | 986    |        |          |
| 상촌면   | 上村面   | 137.59 | 1,166  |        |          |
| 양강면   | 陽江面   | 82     | 1,540  |        |          |
| 용화면   | 龍化面   | 59.39  | 476    |        |          |
| 학산면   | 鶴山面   | 73.5   | 1,470  |        |          |
| 양산면   | 陽山面   | 57.12  | 1,000  |        |          |
| 심천면   | 深川面   | 77.82  | 1,615  |        |          |
| 영동군   | 永同郡   | 845.53 | 24,059 | 50,486 |          |

## 인구
- 영동군(에 해당하는 지역)의 연도별 인구 추이[9]

| 연도   | 총인구    |  |
| ------ | --------- |  |
| 1975년 | 108,939명 |  |
| 1980년 | 95,046명  |  |
| 1985년 | 84,725명  |  |
| 1990년 | 76,802명  |  |
| 1995년 | 61,973명  |  |
| 2000년 | 60,415명  |  |
| 2005년 | 49,338명  |  |
| 2010년 | 50,532명  |  |
| 2015년 | 51,035명  |  |
| 2017년 | 50,486명  |  |

## 주요 기관
- 영동경찰서
- 영동소방서
- 영동우체국
- 대전지방국세청 영동세무서
- 대전지방기상청 추풍령기상대
- 청주지방법원 영동지원

2011년 11월 경기도 성남시에 있던 육군종합행정학교가 양강면으로 이전하였다.

## 의료
과거 영동군은 분만 취약 지역의 하나로 대전광역시, 옥천군, 김천시 등으로 원정 출산을 가는 경우가 많았으나 영동병원에 분만실을 설치하면서 원정 출산 건수가 줄어들었고, 예천군, 강진군과 함께 분만 취약 지역에서 제외되었다.

## 교육 기관
- 사립대학교

|  | - 유원대학교 |

- 고등학교

|  | - 영동고등학교 | - 황간고등학교 | - 영동산업과학고등학교 | - 학산고등학교 | - 영동미래고등학교 |

- 중학교

|  | - 영동중학교 - 용문중학교 | - 황간중학교 - 상촌중학교 | - 학산중학교 - 영신중학교 | - 추풍령중학교 - 정수중학교 | - 심천중학교 - 새너울중학교 |  |

- 초등학교

|  | - 이수초등학교 - 영동초등학교 - 황간초등학교 - 심천초등학교 | - 상촌초등학교 - 학산초등학교 - 추풍령초등학교 - 용화초등학교 | - 양산초등학교 - 구룡초등학교 - 매곡초등학교 - 부용초등학교 | - 초강초등학교 |

## 문화관광
영동군에는 높은 산이 많고 계곡 사이 사이로 물이 많이 흐르고 있어 자연 경관이 아름답다.
영동군의 특산물로는 포도와 감이 있는데 전국적으로 유명하다. 매년 여름 포도축제와 국악축제, 곶감축제와 와인축제를 한다.
- 민주지산 : 충청북도, 경상북도, 전북특별자치도에 걸친 산으로서, 주변의 삼도봉, 석기봉, 각호산과 합쳐 좋은 등산 코스를 형상한다. 산 아래의 물한계곡과 민주지산자연휴양림도 관광 가치를 더한다.
- 영국사 : 천태산에 자리한 절이며, 신라 문무왕 때 창건된 것으로 알려져 있다. 경내의 은행나무가 천연기념물 제233호로 지정돼 있다.
- 옥계폭포 : 박연폭포라고도 알려져 있으며, 충청북도가 지정한 관광명소이다.
- 월류봉 : 달도 머물다 가는 곳이라는 의미를 담고 있는 황간면의 봉우리로 경치가 아름답다.

## 자매 도시
영동군은 대한민국 6곳과 해외 3곳(미국 1곳, 중화인민공화국 1곳, 필리핀 1곳)과 자매결연을 맺었다. 대한민국의 경기 오산시, 서울 서대문구, 서울 용산구, 서울 강남구, 서울 중구, 인천 남동구, 그리고 미국 북애리조나주 세도나시 한인회, 중화인민공화국 광서장족자치구 방성항시, 필리핀 두마게티시와 자매결연을 맺고, 교류협력 중이다.

## 같이 보기
- 대한민국의 지리